# Seram-szigeti pápaszemesmadár
A Seram-szigeti pápaszemesmadár (Zosterops stalkeri) a madarak (Aves) osztályának verébalakúak (Passeriformes) rendjébe, ezen belül a pápaszemesmadár-félék (Zosteropidae) családjába tartozó faj.

## Rendszertani eltérés
A szóban forgó madarat, korábban azonosnak tartották az új-guineai pápaszemesmadárral (Zosterops minor), azonban kutatások során Pamela Cecile Rasmussen amerikai ornitológusnő és kollégái bebizonyították, hogy valójában két külön fajról van szó. Ugyanebből a kutatásból kitudódott, hogy a Sangihe-szigeti pápaszemesmadár (Zosterops nehrkorni) nem azonos a Nehrkorn-pápaszemesmadárral (Zosterops atrifrons).

## Előfordulása
A Seram-szigeti pápaszemesmadár az Indonéziához tartozó Seram-sziget endemikus madara, azaz kizárólag csak ott található meg.

## Megjelenése
Az új-guineai pápaszemesmadártól a világosabb csőre, mely a tövénél mélyebb és szélesebb, különbözteti meg. A szemeit körülvevő gyűrűk vékonyak és elől szaggatottak. A fejének teteje és oldalai feketék, a háti része sötét bronz színű. A farokalatti része sárgásbronz. Testének és begyének oldalai szürkésfehérek. Farktollainak alsó fele narancssárgás-sárgák, míg felső fele barnásfeketék. A combjai fehéresek. A tojó és a hím között nincs nemi kétalakúság, azonban a fiatal példányoknál a toroktájék zöldesebb és összemosottabb, a pofán pedig több fekete toll látható. Az éneke is különbözik az új-guineai pápaszemesmadárétól.

## Életmódja
Habár elsősorban rovarokkal táplálkozik, ha alkalma adódik nem veti el a nektárt és a gyümölcsöt sem.

## Fordítás
- Ez a szócikk részben vagy egészben  a   Seram white-eye című angol Wikipédia-szócikk ezen változatának fordításán alapul.  Az eredeti cikk szerkesztőit annak laptörténete sorolja fel. Ez a jelzés csupán a megfogalmazás eredetét és a szerzői jogokat jelzi, nem szolgál a cikkben szereplő információk forrásmegjelöléseként.